# Кардозаш
Кардозаш (порт. Cardosas)  —  район (фрегезия) в Португалии,  входит в округ Лиссабон. Является составной частью муниципалитета  Арруда-душ-Виньюш. По старому административному делению входил в провинцию Эштремадура. Входит в экономико-статистический  субрегион Оэште, который входит в Центральный регион. Население составляет 746 человек на 2001 год. Занимает площадь 5,99 км².
Покровителем района считается Архангел Михаил (порт. São Miguel Arcanjo). 